# 張万年
張 万年（ちょう まんねん、1928年8月1日 - 2015年1月14日）は、中華人民共和国の軍人。中国人民解放軍の上将。
総参謀長等の要職を歴任。1992年から2003年3月まで中央軍事委員会委員（1995年9月からは副主席）。妻は鍾佩昭。

## 略歴
- 1928年8月1日、山東省黄县（今の龍口市）欧頭孫家村に出生[1]
- 1944年8月～1945年 - 膠東北海独立第3営（大隊）第7連（中隊）の戦士
- 1945年8月 - 中国共産党入党
- 1945年～1947年 - 東北第12旅第35団（連隊）第3営の通信班副班長、班長、東北第4縦隊第12師第36団の警衛員
- 1947年～1948年 - 東北第4縦隊第12師第36団第5連の副排（小隊）長、排長、連副指導員
- 1948年～1950年 - 東北第4縦隊第12師第36団の通信股参謀、副股長、股長
- 1950年～1956年 - 陸軍第41軍第123師第368団司令部作戦股股長、第41軍司令部作戦科参謀
- 1956年～1958年 - 陸軍第41軍第123師第368団第一副団長兼参謀長
- 1958年～1961年 - 解放軍南京軍事学院予科系、基本系に入校
- 1961年～1962年 - 陸軍第41軍第123師第367団副団長
- 1962年～1966年 - 陸軍第41軍第123師第367団団長
- 1966年～1968年 - 広州軍区司令部作戦部作戦科科長、副部長
- 1968年～1978年 - 陸軍第43軍第127師師長
- 1978年～1981年 - 陸軍第43軍副軍長兼第127師師長（1978年～1979年、解放軍軍事学院に入校）
- 1981年～1982年 - 陸軍第43軍軍長
- 1982年～1985年 - 武漢軍区副司令員
- 1985年～1987年 - 広州軍区副司令員
- 1987年～1990年 - 広州軍区司令員、軍区党委副書記
- 1988年9月 - 中将に昇進
- 1990年～1992年 - 済南軍区司令員、軍区党委副書記
- 1992年～1995年 - 中国共産党中央軍事委員会委員、総参謀長、総参謀部党委書記
- 1993年3月 - 全人大第8回一次会議において、中華人民共和国中央軍事委員会委員に任命
- 1993年6月 - 上将に昇進
- 1995年9月 - 中共第14回五中全会において、中共中央軍事委員会副主席に補充
- 1995年12月 - 第8回全人大常委会第17次会議において、中華人民共和国中央軍事委員会副主席に任命
- 1997年9月 - 中共第15回一中全会において、中央政治局委員、中央書記処書記、中共中央軍事委員会副主席に選出
- 1997年11月 - 人民解放軍選挙委員会主任
- 1998年3月～2003年3月 - 中華人民共和国中央軍事委員会副主席

中共九大代表、第12回・第13回中央候補委員、第14回・第15回中央委員、第15回中央政治局委員、中央書記処書記。

## 逝去
北京時間2015年1月14日17時逝去、享年87歳。
同22日、遺体は八宝山革命公墓に火葬、墓所は同公墓。

## 受章歴等
三級解放勲章を受章。1997年の香港返還時、中国政府代表団成員として式典に参加。